# NGC 925
NGC 925 es una galaxia espiral barrada de tipo SAB(s)d que se encuentra en la constelación de Triangulum, 2° al este de γ Trianguli. De magnitud aparente 9,9, su brillo superficial es sólo de 14,2 mag/arcsec2, por lo que para apreciarla es necesario utilizar telescopios bastante grandes. Su distancia es bien conocida gracias al hallazgo de variables cefeidas en ella con ayuda del Telescopio Espacial Hubble. 
Estudios de su estructura y formación estelar muestran diversas asimetrías en ella (por ejemplo, tener un brazo bien desarrollado en su parte norte y brazos fragmentarios en su parte sur) y la presencia de formación estelar incluso más allá del disco visible, características más propias de galaxias irregulares que de galaxias espirales, pensándose que ha podido tener una interacción con otra galaxia en el pasado.
NGC 925 es miembro del Grupo de NGC 1023. Fue descubierta por William Herschel en 1784.